# Dejan Jakimovski
Dejan Jakimovski (Macedonia del Norte, 23 de septiembre de 1985) es un árbitro de fútbol macedonio quién también es árbitro FIFA desde 2013.

## Trayectoria
Jakimovski es árbitro FIFA desde el año 2013. Entre otros partidos ha dirigido partidos de la ronda preliminar de la Liga Europa de la UEFA 2018-19.